# Копчак (Гагаузия)
Копча́к (рум. Copceac, Кыпча́к, гаг. Kıpçak, ранее Татар-Копчак) — село-анклав на юге Молдавии в составе АТО Гагаузия. Чадыр-Лунгский район Республики Молдова. До 1991 года село находилось в составе Тараклийского района Молдавской ССР.  Второе по величине село в Европе с населением в 10 000 жителей — площадь территорий 10 240 га.

## Этимология
Есть несколько предположений о происхождении названия Копчак:

### Первая версия
Гагаузы не имеют никакого отношения к названию села Копчак, как и к другим названиям гагаузских селений. Эти названия, практически все, сохранились от названий селений, оставленных буджакскими татарами, проживавшими на территории Буджака с XVI века до 1807—1808 годов. Буджакских татар российское правительство выселяло двумя этапами (1774 и 1807—1808) в Крым, часть татар ушла на территорию Османской империи.
В начале XIX века было два селения Копчак: 
- первое, чуть севернее нынешнего Комрата (оно было уничтожено в 1828 году, так как население этого села переселилось в 1816—1817 годах южнее и основало поселение Комрат);
- второе — современное гагаузское село Копчак. Раннее село называлось «Татар-Копчак». Такое название  сохранялось до 1940 года.

По поводу этимологии термина «Копчак» и «Кыпчак».
1. «Кып» и «Чак» — две глагольные формы повелительного наклонения и ничего более.
2. «Копчак» — это русская транскрипция термина «Кыпчак», и никакого отношения к слову «копча» (с лат. языка - «пряжка») не имеет. «Кыпчак» — это название татарского рода, имеющий тотемный знак, по одной версии, два скрещённых ножа «ики бычак», по другой версии «кору дерева» — капчык, по третьей — узкоглазость «кыпышык».

### Вторая версия
Название Копчак, возможно, происходит от гагаузского слова ко́пча (гаг. kópça). В XVIII веке недалеко от территории села была турецкая фабрика по изготовлению керамических пуговиц. Пуговица на гагаузском языке звучит как kópça. Предполагается, что название Копчак появилось путём перестановки ударения и добавления глухой согласной к.

### Третья версия
Возможно, название села происходит от названия тюркского народа кыпчаки (гаг. kıpçaklar), от которого, вероятно, происходят гагаузы.

## История
Нынешнее поселение основано на пепелище татарского села в 1812 году гагаузами и болгарами. По данным на 1848 год в селе зарегистрировано 291 семейство, 1390 человек и 134 домохозяйства.
На момент 1859 года в Татар-Копчаке проживало 1575 человек (827 мужчин и 748 женщин), 340 домохозяйств, имелась каменная православная церковь и почтовая станция.
По состоянию на 1886 год в селе проживало 2685 человек, насчитывалось 420 домохозяйств, 1 школа и 4 лавки.
По переписи 1897 года количество жителей возросло до 4011 человек (2014 мужчин и 1997 женщин), из которых 4005 православные.

## Географические данные

### Рельеф
Территория села, в основном, представляет собой холмистую местность с плодородной почвой.

### Внутреннее деление
Копчак неофициально делится на две части: Ташлы́к (гаг. Taşlık) и Кыпчак (гаг. Kıpçak), который включает в себя Микрорайон и Двадцатый квартал. Однако само название Ташлык в речи используется редко. В селе принято, что жители одной из частей называют другую «Юбюрь мааля» (гаг. Übür maalä, что дословно переводится, как «другая улица») и наоборот.

### Расположение
Село Копчак находится на границе с Украиной. Соседнее село — Кайраклия. Ближайший город на территории Молдавии — Тараклия. Приблизительное расстояние до столицы Молдовы — Кишинёва — 181 км.

## Национальный состав
Жители села преимущественно гагаузы. Также в небольшом количестве есть болгары и цыгане.

## Транспортная система
Из села ежедневно курсируют автобусы в Чадыр-Лунгу, Болград, Тирасполь. Также каждый день осуществляются рейсы Копчак—Кишинёв—Копчак.

## Основные объекты

### Административные
- Примэрия
- Полицейский участок

### Образовательные

#### Дошкольные учреждения
На данный момент в селе Копчак функционируют 4 детских дошкольных учреждения :
- Детский сад № 1 «Ромашка» (ул. 8 Марта)
- Детский сад № 2 «Буратино» (ул. Советская, 15)
- Детский сад № 3 «Солнышко» (ул. 8 Марта, 27)
- Детский сад № 4 им. Р. Т. Эрдогана «Кirlangaҫ» (ул. Макаренко, 1)

#### Учебные заведения
В селе есть 2 лицея :
- Теоретический лицей им. С. И.  Барановского (ул. Чапаева 1)
- Теоретический лицей им. Б. Янакогло (ул. Родака, 26)

#### Библиотеки
Работает сельская библиотека, расположенная по ул. Советской. Функционирует читальный зал.

### Культурные
- Дом культуры — в ноябре 2008 года, после полуторагодового ремонта, был вновь запущен в эксплуатацию.
- Краеведческий музей — огромное собрание предметов быта, орудий труда, одежды и украшений гагаузов
- Свято-Успенская Церковь Пресвятой Богородицы — духовный центр села. В ноябре 2008 года президентом Республики Молдова Владимиром Ворониным был заложен «Первый камень» в основу новой церкви.
- Воскресная школа «Рождество» при Свято–Успенской церкви.

### Медицинские
Функционирует cельская больница. В здании больницы в 2005 году был сделан ремонт.

### Спортивные
- Стадион
- Мини-поле
- Спорт комплекс

## Детско-юношеские секции и кружки
В селе Копчак дети и подростки имеют возможность посещать спортивные секции в ДЮСШ и кружки самодеятельности в Доме культуры:

### ДЮСШ
- секция футбола
- шахматно-шашечная секция
- борцовская секция
- спорт-комплекс (Gok Oguz)
- волейбол
- настольный теннис
- гимнастика

### Кружки самодеятельности
- Вокальный кружок
- Танцевальный кружок

## Предприятия
- В селе функционирует колхоз Победа — один из лидеров среди предприятий в Гагаузии.
- 2 пекарни
- 1 мельница
- 2 автозаправки «Veliku-Manol» и «SKY Invest»
- Park Town булочная-кофейня
- Зал торжеств Пироговский Дворик
- Вулканизация и автомойка
- Автомойка самообслуживания
- В селе была расположена швейная фабрика турецкого предприятия «Asena-Textil».

## Известные люди
- Гаризан, Олег Фёдорович (род. 1971) — историк, дипломат, политик Республики Молдова, депутат Парламента Молдовы (2009—2014), примар Копчака (1999—2009, 2015—настоящее время), глава ассоциации примаров Гагаузии, вице-президент «Конгресса тюркских народов».
- Янулов, Пётр Иванович (род. 1986) — молдавский борец вольного стиля, призёр чемпионатов Европы.

## Интересные факты
- Копчакцы, в ответ на шуточное «Картолиляр», называют остальных гагаузов «Тодиляр».